# استابیو
استابیو (به لاتین: Stabio) یک شهرداری در سوئیس است که در Stabio Subdistrict واقع شده‌است.

## خصوصیات
استابیو ۴٫۳۳۰ نفر جمعیت دارد.